# Pseudosymmachia longiuscula
Pseudosymmachia longiuscula är en skalbaggsart som beskrevs av Zhang 1992. Pseudosymmachia longiuscula ingår i släktet Pseudosymmachia och familjen Melolonthidae. Inga underarter finns listade i Catalogue of Life.